# Yu Myeong-Hee
Dans ce nom chinois, le nom de famille, Yu, précède le nom personnel.
Pour les articles homonymes, voir Yu.
Myeong-Hee Yu (유명희), née le 5 septembre 1954 est une microbiologiste sud-coréenne. Elle dirige ses recherches à l'institut de recherche biomédicale de l'institut coréen des sciences et de la technologie. Elle a été conseillère scientifique pour le futur de la Corée du Sud auprès du président Lee Myung-bak entre 2010 et 2013.

## Carrière
Myeong-Hee Yu est née à Séoul. Dès le collège, elle se rend compte qu'elle est très intéressée par les sciences. Elle a passé son baccalauréat universitaire en sciences en microbiologie à l'université nationale de Séoul en 1976. En 1981, elle achève son doctorat en microbiologie à l'université de Californie à Berkeley. En 1985, elle effectue ses recherches postdoctorales au département de biologie du Massachusetts Institute of Technology. Ses travaux de recherches se basent principalement sur les structures et le repliement de l'alpha 1-antitrypsine, une protéine de la famille des serpines. Ses recherches ont permis de mieux comprendre le déficit en alpha 1-antitrypsine et d'autres maladies génétiques. Elle a été récompensée pour ces travaux par le prix L'Oréal-Unesco pour les femmes et la science en 1998. Ses recherches ont également porté sur les acides aminés qui peuvent supprimer certaines mutations, telles que la mutation du gène TSF qui s'avère être une erreur de repliement. Avec son équipe de recherches, elle a breveté la mutéine de l'alpha 1-antitrypsine avec un pont disulfure et la méthode pour la préparer. Ses travaux ont été publiés dans des revues scientifiques internationales telles que Nature, Journal of Proteome Research, Proceedings of the National Academy of Sciences, Journal of Molecular Biology, Journal of Biological Chemistry et BMB Reports. En 2014 , elle a passé un master of Laws à l'université Northwestern.

## Responsabilités
En 2010, elle a été nommée à un nouveau poste gouvernemental : Officier senior du futur national; elle est notamment responsable des sciences et des technologies, des technologies de l'information et de la communication et de la croissance verte. Elle occupe ce poste jusqu'en 2013. Elle est également vice-présidente de la fédération des sociétés de sciences et technologie et conseillère pour la fédération des associations pour les femmes dans les sciences et technologie. Elle dirige depuis 2002 le programme 21st Century Frontier R&D et le centre de protéomique fonctionnelle.

## Récompenses
- 1998: Prix L'Oréal-Unesco pour les femmes et la science
- 2001: Prix culturel de la ville de Séoul
- 2002: Membre de L'académie coréenne de sciences et technologie
- 2004: Médaille Ungbi par le gouvernement Sud-coréen[3]